# アンドリー・ラジョエリナ
アンドリー・ニリーナ・ラジョエリナ（マダガスカル語: Andry Nirina Rajoelina, 1974年3月30日 - ）は、マダガスカルの政治家。現在、同国大統領。2009年に野党指導者として政変を主導し、同年から2014年にかけて高等暫定統治機構議長（暫定大統領）として同国の国家元首の地位にあった。決意したマダガスカルの青年党首。日本の報道では朝日新聞がアンドリー・ラジェリナと表記しているほか、外務省などはアンドリー・ラジョリナと表記している。

## 経歴

### 政界に入るまで
1974年誕生。1994年から2000年まで、ライブやイベントの主催者として活動。1999年には、マダガスカル最初の広告代理店を設立した。また、ディスクジョッキーなども務めた。

### アンタナナリボ市長
2007年12月12日に実施された首都・アンタナナリボ市長選挙に立候補し、当選する。自ら経営するテレビ局を中心に政府批判を行い、国外退去処分を受けた元大統領のディディエ・ラツィラカのインタビューを放映した。これに危機を感じた大統領マーク・ラヴァルマナナが、2008年12月13日にラジョエリナが運営するテレビ局を完全閉鎖した。

### クーデターによる政権奪取
ラジョエリナはラヴァルマナナへ猛反発し、応戦の構えを見せた。そしてラヴァルマナナはラジョエリナをアンタナナリボ市長から解任させ、これがきっかけとなってラヴァルマナナへの批判は一層高まった。更に、ラヴァルマナナの公金横領疑惑が積み重なり、ラジョエリナは大統領宮殿の占拠を試みたものの、2月7日に治安部隊の銃撃を受け失敗。3月16日にマダガスカル軍と共に大統領宮殿を占拠し、これを受けラヴァルマナナは大統領を辞任し、マダガスカル軍へ実権を譲渡した。ラヴァルマナナの大統領辞任を受け、新しく元首の座にラジョエリナが就任した（役職名は高等暫定統治機構議長）。この暫定政権は、2014年1月のラジャオナリマンピアオナ大統領就任式まで継続した。また、マダガスカルの法律には40歳以上でなければ大統領に就任は出来ないとされているが、今後憲法を改正すると公表している。
憲法に則らない軍事的なクーデターによる政権奪取について、内外から反発が続出し、アフリカ連合（AU）や南部アフリカ開発共同体（SADC）はマダガスカルを加盟停止処分にしたうえで、早い段階から事態の正常化と政局の安定化を勧告。2011年からはSADC主導で、政治危機打開に向けたロードマップを策定した。ラジョエリナは早い段階で大統領選挙を実施することを表明し、同ロードマップ履行にも徐々にではあるが進展が見られた。2013年5月に同国の特別選挙法院は41名からなる大統領選挙全立候補者リストを発表したが、AUとSADCはこのうち国民の反感が強く対立を煽りかねないラジョエリナ暫定大統領、ララオ・ラヴァルマナナ（マルク・ラヴァルマナナ前大統領夫人）、それにラツィラカ元大統領の3人の立候補を問題視し、要件を満たさない違法な立候補だとして批判した。AUやSADCを中心とする国際コンタクトグループの調停の結果、7月に予定されていた投票は延期され、特別選挙法院はリストを見直し、8月に違法な立候補者を排除した最終候補者リストを発表。ラヴァルマナナ前大統領側はジャン・ルイ・ロバンソン元保健相を、ラジョエリナ暫定大統領側はヘリー・ラジャオナリマンピアニナ財政・予算相を事実上の代理候補とする形で擁立した。こののち全候補者による10月25日の第1回投票、上位2名の候補者（1位ロバンソン、2位ラジャオナリマンピアニナ）による12月20日の第2回投票を経て、ラジャオナリマンピアニナが当選。1月25日の就任式でラジャオナリマンピアニナ大統領が正式に就任し、ラジョエリナは退任した。

### 民選大統領
その4年後の2018年マダガスカル大統領選挙に立候補し、11月7日の第1回目投票では得票率39.2%で1位となり、2位となったラヴァルマナナ元大統領とともに12月19日の決選投票に進み、得票率55.7％で当選した。2019年1月19日に大統領に就任。
しかしこの大統領選挙の4年前、2014年にラジョエリナがフランス国籍を取得していたことが発覚し、その場合は法律の規定によりマダガスカル国籍を喪失するため大統領選挙には立候補できなかったはずだったとする訴えが行われたが、所属政党は問題ないという見解を示した。2023年11月9日に執行予定の大統領選挙へ立候補するため、9月9日に憲法規定により大統領をいったん辞任すると表明。憲法規定によりヘリマナナ・ラザフィマヘファ上院議長が大統領権限を代行するはずであったが、拒否したためクリスチャン・ンツァイ首相をトップとする内閣が大統領権限を行使することとなった。大統領選挙は憲法裁判所の命令で1週間遅れの11月16日に執行され、選挙管理委員会が11月25日にラジョエリナが得票率58.9％で再選されたと発表したが、野党は先述したラジョエリナの国籍問題に加え、選挙戦でも不正があったとして結果の受け入れを拒否した。野党のボイコットを受ける中、12月16日に大統領就任式を行った。

### フランス領のスキャタード諸島をめぐる主張
2025年5月、アンドリー・ラジョエリナ外相は、マダガスカル領海に隣接するフランス領のスキャタード諸島を自ら訪問する意向を改めて表明し、ヨーロッパ帝国時代にまで遡るアフリカにおける数十年にわたるこの紛争の解決に向けて対話による解決を強く求めました。。